# 采斯瓦伊內
采斯瓦伊內是拉脫維亞的城鎮，位於該國東部，距離首都里加164公里，面積5平方公里，2011年人口1,662。該鎮在1420年興建的城堡在利沃尼亞戰爭中被破壞。